# Sapa Inca
Pour les articles homonymes, voir SAPA.

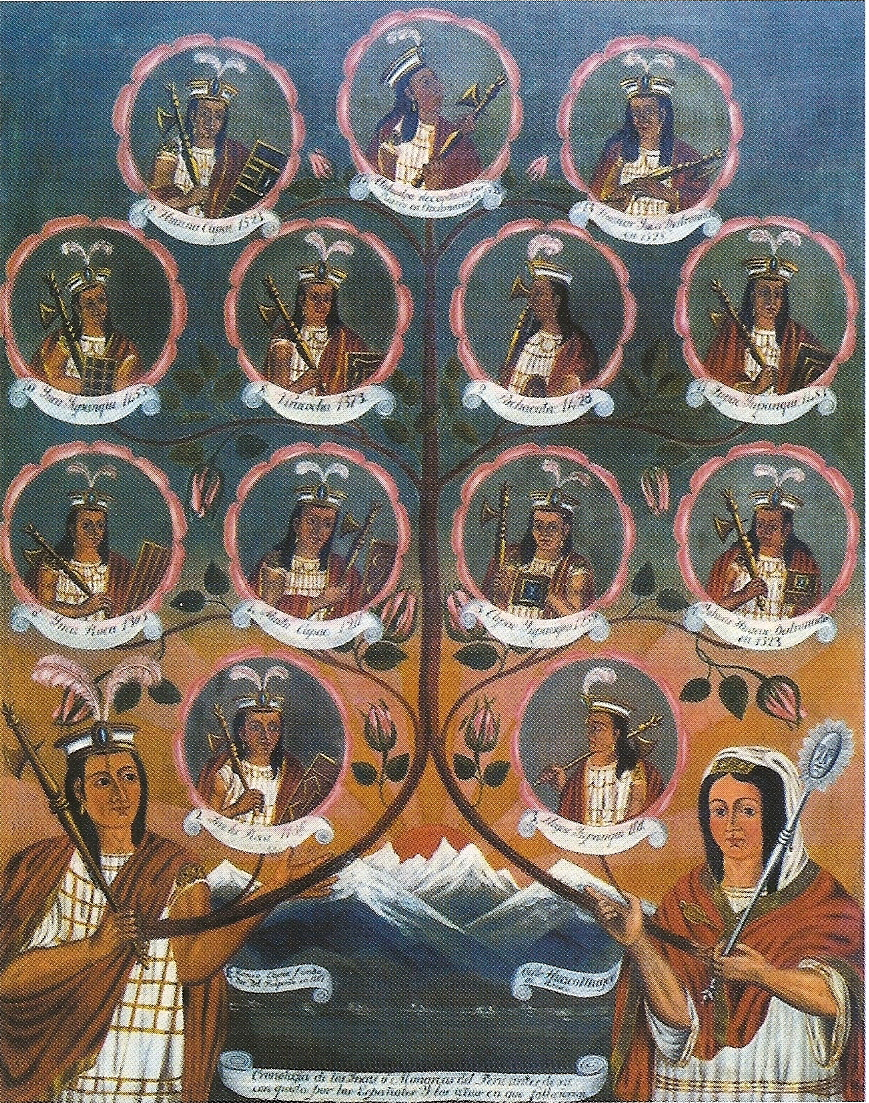
La Capaccuna.

Le terme Sapa Inca (du quechua Sapan Inca) désigne le hatun kuraka (noble, responsable, gouverneur) le plus élevé de l'Empire inca et a été traduit par « Unique Seigneur », « Seul souverain », « Inca principal » ou « Inca suprême » avec la connotation de « plus important de tous les êtres du monde », ou de « principe générateur et vital ». Le Sapa Inca est également appelé Cápac Inca, ce qui veut dire en langue quechua « souverain Inca », « grand Inca », ou « puissant Inca ».
Il désigne les empereurs cusquéniens d'origine quechua, souverains de la région de Chinchay Suyu, qui ont gouverné l'Empire inca et l'ont amené à une extension territoriale et une unité administrative exceptionnelles, exprimant la dernière des civilisations précolombiennes des Andes. Celle-ci s'effondra à l'arrivée sur son territoire des conquistadores espagnols commandés par Francisco Pizarro en 1528 et 1531.

## Histoire
Le premier Sapa Inca, Manco Cápac, est semi-légendaire, comme son épouse et sœur Mama Ocllo. Ils seraient les fondateurs de la capitale du Tawantin Suyu (ou « empire des quatre quartiers », ou régions) nommée Cuzco ou Qusqu (« le Milieu du Pays » en quechua) qui, historiquement, semble avoir surgi vers 1100.
Ce Sapa Inca légendaire est aussi à l'origine des deux dynasties Incas successives qui régneront à Cuzco pendant plusieurs siècles sur un territoire qui deviendra immense. À son apogée, en Amérique du Sud son extension maximale, allait depuis l'actuelle Colombie, au nord, jusqu'au centre de l'actuel Chili, marqué par la frontière naturelle du fleuve Maule, au sud, et comprenait la majeure partie du Pérou, de la Bolivie et de l’Équateur actuels, soit près de 4 000 km de long et 1 800 000 km2.
L'empereur était considéré comme un dieu et la position était réservée au plus capable prétendant. L'épouse principale de l'Inca était la Coya, l’impératrice. Le souverain inca nommait souvent son fils comme successeur légitime, parfois sans succès.
La capitale inca était divisée en deux parties séparées par la route menant à Anti Suyu, chacune peuplée de communautés (ayllus) rivales, les Hurín Cuzco (ou bas Cuzco) et les Hanan Cuzco (ou haut Cuzco). Ces groupes donnèrent naissance aux deux dynasties connues, dirigées successivement par les descendants des Hurín, puis des Hanan à partir de Inca Roca.
C'est la dynastie des Hanan qui était au pouvoir au moment de la conquête espagnole. Le dernier Sapa Inca légitime de l'Empire Inca était Atahualpa, qui fut exécuté par Francisco Pizarro et ses conquérants en 1533, mais plusieurs successeurs réclamèrent plus tard le titre.
La création de la Vice-royauté du Pérou en novembre 1542 fait des Sapa Inca qui sont nommés par les Espagnols depuis 1533 des fantoches sans pouvoir ou des collaborateurs dociles.
Après l'évasion de Manco Capac II en 1536 qui fonde le Royaume libre de Vilcabamba au nord de Cuzco, la dynastie perdure indépendamment des Espagnols jusqu'en 1572.

### Hiérarchie du pouvoir
La division de la capitale, puis de l’entièreté du territoire, selon deux axes imaginaires perpendiculaires, créant une division fondée sur la notion d’opposition et de dualité, dans le cadre de la cosmovision andine, entre les parties Hanan (haut, supérieur) et Hurin (bas, subordonné), à laquelle se superposait une division quadripartite où existaient deux composantes de Hanan, le Chinchay Suyu (nord, Haut du haut, supérieur) et Anti Suyu (est, bas du haut, subordonné), et deux composantes de Hurin, le Qulla Suyu (sud, haut du bas, supérieur) et le Kunti Suyu (ouest, bas du bas, subordonné), symbolisait une hiérarchie du pouvoir où chaque parties avait une figure souveraine, et où le nord, représentant traditionnellement l'ordre, gouverne. Ainsi deux chefs, dont l'un, le Huauque, est subordonné à l'autre, gouvernaient la partie Hurin, et deux chefs, l'un subordonné à l'autre, gouvernaient la partie Hanan, supérieure à la première, qui détenait les pouvoirs politiques et militaires. Le souverain principal de la partie Hanan, l'empereur, est le dirigeant du Chinchay Suyu, la province du nord,.

### Co-souveraineté
L'histoire politique inca, presque toujours, a donné lieu à des confrontations pour le pouvoir héréditaire. Cela était dû à l'ambiguïté des critères pour l'élection du nouvel Inca. Le critère principal pour choisir le nouvel Inca était la règle du choix du «plus habile». Le nouvel Inca pouvait être le fils du précédent avec sa coya ou avec n'importe quelle concubine (chipa-coya). Les héritiers devaient être majeurs. L'Inca pouvait nommer un successeur, mais cela devait être accepté par les dieux (à travers un oracle) et par les panacas (lignage du monarque régnant). Pour que l’héritier désigné par l’Inca puisse faire preuve de ses capacités militaires et administratives il détenait la fonction de co-régent. Beaucoup de fois les Incas ont dû changer d’héritier puisque ces derniers ne remplissaient pas les critères voulu lors de leur co-règne,.
En général, il y avait plusieurs aspects qui prévalaient avant l'élection d'un souverain inca, mais les critères étaient si ambigus que dans de nombreux cas, lorsqu'un des fils de l'Inca s'est avéré doué en politique, en administration et en valeur guerrière, il l'a emporté sur ses frères ou demi-frères.

## Liste des Sapas Inca
La liste officielle des dirigeants incas a été évoquée par la plupart des chroniqueurs sous le nom de Capaccuna, du Quechua Qapaqkuna, «Les dirigeants». On a parfois émis l'hypothèse qu'il y avait plus de dirigeants qu'il n'en est mentionné et que plusieurs ont été effacés de l'histoire officielle de l'Empire pour différentes raisons, ce qui est confirmé par les documents ethno-historiques. Les souverain Inca avaient l’habitude d’effacer des personnages de l’histoire pour des raisons politiques. La mémoire de ces personnages fut alors conservée seulement par leurs panacas (lignages) respectives.
D’après le récit le plus utilisé, par convention, il existe 13 Sapa Incas (réels ou légendaires) de deux dynasties , et plusieurs co-souverains. Cependant certains historiens estiment que des figures comme Manco Sapaca, fils de Sinchi Roca, deuxième souverain, Amaru Yupanqui et Yamqui Yupanqui ont été des souverains effacés des registres officiels. Cependant ces figures sont généralement décrit comme des co-souverains, des conseillers, ou des généraux influent.
Il existe diverses chronologies proposées par les historiens, dont la plus importante actuellement est celle de John Howland Rowe. Elle reçoit cependant beaucoup de critiques à cause de son incompatibilité avec les résultats de Carbone 14, entre autres,.

### Modèle diarchique
Les ethno-historiens sont en désaccord concernant la nature des deux dynasties incaïques. Selon la majorité des chercheurs de l'histoire précolombienne, les deux dynasties se succèdent, la dynastie Hanan arrachant le pouvoir à la dynastie Hurin, tandis que certains chercheurs, suivant un courant grandissant au sein de l'historiographie, estiment que les dynasties Hurin et Hanan, dans le cadre de l'organisation diarchique inca, co-règnent simultanément. Considérant l'histoire inca comme un mythe fondateur, l’archéologue Franck Garcia pense que la transition de Hurin à Hanan représente le triomphe du nord, allégorie de l'ordre et de la mission civilisatrice des incas, sur le sud, perçu comme étant l'ordre ancien, devenu, dans l’âge incaïque, chaotique.
Selon certains historiens, dont Rowe, rejetant le modèle, aujourd’hui consensuel, de deux dynasties (basé sur l'étude des groupes de parenté andins), les souverains incas sont, en suivant le modèle européen de dynastie, une seul dynastie, descendante du fondateur de Cuzco, Manco Capac.
Les incas étant généralement reconnus comme étant originellement, au début de leur expansion dans la vallée du Huatanay, au Cuzco, un ou plusieurs ayllus, étendant leur domaine par des liens personnels, l'historien français Henri Favre estime que c'est l'ethnie entière des incas qui passe de la partie Hurin (basse), représentante uniquement du pouvoir militaire, à la partie Hanan (haute), contrôlée par les autres ethnies de la confédération cuzquénienne avant le règne d'Inca Roca, souverain inca effectuant ce coup d'État politique.

## Incas de Cuzco-Tawantinsuyu

### Dynastie Hurín Qusqu (Bas Cuzco)
| Portrait | Nom usuel       | Nom de naissance     | Accession au pouvoir | Règne         |
| -------- | --------------- | -------------------- | --- | ------------- |
|          | Manco Cápac     | Manqu Qhapaq Yupanqi | Fondateur du royaume de Cuzco. Premier Sapa Inca semi-légendaire, et fondateur des dynasties Inca du Cuzco.                                            | ~ 1200 - 1230 |
|          | Sinchi Roca     | Sinchi Ruq'a Yupanqi | Successeur désigné. Sapa Inca II, et deuxième chef de guerre inca semi-légendaire de la Confédération du Cuzco                                         | 1230-1260     |
|          | Lloque Yupanqui | Lluqu'i Yupanqi      | Successeur désigné. Sapa Inca III, et troisième chef de guerre inca semi-légendaire de la Confédération du Cuzco.                                      | 1260-1300     |
|          | Mayta Capac     | Mayta Qhapaq Yupanqi | Successeur désigné. Sapa Inca IV, et quatrième chef de guerre inca semi-légendaire de la Confédération du Cuzco.                                       | 1300-1320     |
|          | Tarco Huamán    | Tarqu Waman Yupanqi  | Successeur désigné. Renversé rapidement par Capac Yupanqui.                                                                                            | ~ 1320        |
|          | Capac Yupanqui  | Qhapaq Yupanqi       | Coup d'État. Sapa Inca V, et cinquième chef de guerre inca semi-légendaire de la Confédération du Cuzco. Dernier souverain de la Dynastie Hurín Cuzco. | 1320-1350     |

### Dynastie Hanan Qusqu (haut Cuzco)
| Portrait | Nom usuel                          | Nom de règne         | Nom de naissance          | Accession au pouvoir | Règne |
|          | Inca Roca (1330-1380)              | Inqa Ruq'a Yupanqi   | Inqa Ruq'a Yupanqi        | Coup d'État. Sapa Inca VI. | 1350-1380                                                                                                   |
|          | Yahuar Huacac (1380-1410)          | Yawar Waqaq Yupanqi  | Tito Qusi Wallpa Yupanqi  | Successeur désigné. Sapa Inca VII.                                                                                                   | 1380-1400                                                                                                   |
|          | Viracocha Inca (? - 1448)          | Wiraqucha Yupanqi    | Hatun Tupaq Yupanqi       | Désigné par le lignage. Sapa Inca VIII.                                                                                              | 1400-1438 (Rowe) 1390 - 1425 (Del Busto) 1370 - 1420 (Santos García Ortiz)                                  |
|          | Inca Urco (? - 1438)               | Inka Urqu            | Inka Urqu                 | Successeur désigné. Co-régent de Viracocha.                                                                                          | 1438 (Rowe)                                                                                                 |
|          | Pachacutec (v. 1400- v. 1471)      | Pachakutiq Yupanqi   | Qusi Yupanqi              | Successeur tardivement désigné. Sapa Inca IX, et 1er empereur inca historique.                                                       | 1438-1471 (Rowe) 1425-1471 (Del Busto) 1438-1478 (Mariano Babtista Gumucio) 1420-1477 (Santos García Ortiz) |
|          | Amaru Yupanqui (v. 1440-v. 1485)   | Amarru Yupanqi       | Amarru Yupanqi            | Successeur désigné. Co-régent de Pachacutec.                                                                                         | 1450 (Del Busto) 1478 (Babtista Gumucio, García Ortiz)                                                      |
|          | Tupac Yupanqui (v. 1440-v. 1493)   | Tupaq Yupanqi        | Tupaq Yupanqi             | Successeur désigné. Sapa Inca X, et 2e empereur inca historique.                                                                     | 1471-1493 (Rowe) 1478-1493 (Mariano Babtista) 1478-1488 (García Ortiz)                                      |
|          | Huayna Capac (v. 1467-v.1525-1527) | Wayna Qhapaq Yupanqi | Titu Qusi Wallpa Yupanqi  | Successeur désigné. Sapa Inca XI, et 3e empereur inca historique                                                                     | 1493-1525 (Rowe) 1488-1525 (García Ortiz) 1488-1528 (Del Busto)                                             |
|          | Huascar (1491-1533)                | Huascar Yupanqi      | Tupiq Qusi Wallpa Yupanqi | Désigné officiellement par le lignage. Sapa Inca XII, et 4e empereur inca historique                                                 | 1527-1532                                                                                                   |
|          | Atahualpa (v. 1500-1533)           | Atawallpa Yupanqi    | Atawallpa Yupanqi         | Tacitement au pouvoir après la Guerre de Succession inca. Sapa Inca XIII, et 5e empereur inca historique. Dernier souverain plénier. | 1532-1533                                                                                                   |

## Incas post-conquête
| Portrait | Nom usuel                                 | Inca de Cuzco désigné par les espagnols                            | Inca de Cuzco désigné par les espagnols | Inca du Royaume de Vilcabamba           | Inca du Royaume de Vilcabamba |
| Portrait | Nom usuel                                 | Accession au pouvoir                                               | Règne                                   | Accession au pouvoir                    | Règne                         |
| -------- | ----------------------------------------- | ------------------------------------------------------------------ | --------------------------------------- | --------------------------------------- | ----------------------------- |
|          | Topa Hualpa (v. 1500-1533) (v. 1500-1533) | Nommé par Francisco Pizarro et Diego de Almagro                    | 1533                                    |                                         |                               |
|          | Manco Capac II (1512-1544)                | Nommé par Francisco Pizarro                                        | 1533-1536                               | Fondateur du Royaume inca de Vilcabamba | 1536-1544                     |
|          | Paullu Inca (v. 1518-1549)                | Dernier inca désigné par les Espagnols. Nommé par Diego de Almagro | 1536-1549                               |                                         |                               |
|          | Sayri Tupac (1535-1561)                   |                                                                    |                                         | Successeur désigné                      | 1544-1560                     |
|          | Titu Kusi Yupanqui (1535-1571)            |                                                                    |                                         | Coup d'État ?                           | 1563-1571                     |
|          | Túpac Amaru I (1545-1572)                 |                                                                    |                                         | Restauration de la succession désignée  | 1571-1572                     |

## Généalogie

### DynastieHurín Qusqu
|  |  |  |  |  |  |  |  | Manco Cápac (~1200 - ~1230) | Manco Cápac (~1200 - ~1230) | Manco Cápac (~1200 - ~1230) | Manco Cápac (~1200 - ~1230) | Manco Cápac (~1200 - ~1230)     | Manco Cápac (~1200 - ~1230) |  |  | Mama Ocllo                     | Mama Ocllo                     | Mama Ocllo                     | Mama Ocllo                     | Mama Ocllo                     | Mama Ocllo                     |  |  |  |  |  |  |  |  |  |  |  |  |  |  |  |  |  |  |  |  |  |  |
|  |  |  |  |  |  |  |  | Manco Cápac (~1200 - ~1230) | Manco Cápac (~1200 - ~1230) | Manco Cápac (~1200 - ~1230) | Manco Cápac (~1200 - ~1230) | Manco Cápac (~1200 - ~1230)     | Manco Cápac (~1200 - ~1230) |  |  | Mama Ocllo                     | Mama Ocllo                     | Mama Ocllo                     | Mama Ocllo                     | Mama Ocllo                     | Mama Ocllo                     |  |  |  |  |  |  |  |  |  |  |  |  |  |  |  |  |  |  |  |  |  |  |
|  |  |  |  |  |  |  |  |                             |                             |                             |                             |                                 |                             |  |  |                                |                                |                                |                                |                                |                                |  |  |  |  |  |  |  |  |  |  |  |  |  |  |  |  |  |  |  |  |  |  |
|  |  |  |  |  |  |  |  |                             |                             |                             |                             | Sinchi Roca (~1230 - ~1260)     |                             |  |  |                                |                                |                                |                                |                                |                                |  |  |  |  |  |  |  |  |  |  |  |  |  |  |  |  |  |  |  |  |  |  |
|  |  |  |  |  |  |  |  |                             |                             |                             |                             |                                 |                             |  |  |                                |                                |                                |                                |                                |                                |  |  |  |  |  |  |  |  |  |  |  |  |  |  |  |  |  |  |  |  |  |  |
|  |  |  |  |  |  |  |  |                             |                             |                             |                             | Lloque Yupanqui (~1260 - ~1290) |                             |  |  |                                |                                |                                |                                |                                |                                |  |  |  |  |  |  |  |  |  |  |  |  |  |  |  |  |  |  |  |  |  |  |
|  |  |  |  |  |  |  |  |                             |                             |                             |                             |                                 |                             |  |  |                                |                                |                                |                                |                                |                                |  |  |  |  |  |  |  |  |  |  |  |  |  |  |  |  |  |  |  |  |  |  |
|  |  |  |  |  |  |  |  |                             |                             |                             |                             | Mayta Capac (~1290 - ~1320)     |                             |  |  |                                |                                |                                |                                |                                |                                |  |  |  |  |  |  |  |  |  |  |  |  |  |  |  |  |  |  |  |  |  |  |
|  |  |  |  |  |  |  |  |                             |                             |                             |                             |                                 |                             |  |  |                                |                                |                                |                                |                                |                                |  |  |  |  |  |  |  |  |  |  |  |  |  |  |  |  |  |  |  |  |  |  |
|  |  |  |  |  |  |  |  |                             |                             |                             |                             |                                 |                             |  |  |                                |                                |                                |                                |                                |                                |  |  |  |  |  |  |  |  |  |  |  |  |  |  |  |  |  |  |  |  |  |  |
|  |  |  |  |  |  |  |  | Tarco Huamán (~1320)        | Tarco Huamán (~1320)        | Tarco Huamán (~1320)        | Tarco Huamán (~1320)        | Tarco Huamán (~1320)            | Tarco Huamán (~1320)        |  |  | Capac Yupanqui (~1320 - ~1350) | Capac Yupanqui (~1320 - ~1350) | Capac Yupanqui (~1320 - ~1350) | Capac Yupanqui (~1320 - ~1350) | Capac Yupanqui (~1320 - ~1350) | Capac Yupanqui (~1320 - ~1350) |  |  |  |  |  |  |  |  |  |  |  |  |  |  |  |  |  |  |  |  |  |  |

### DynastieHanan Qusqu
|               |               |               |               |               |               |  |  |                       |                       |                       |                       | Inca Roca (~1350 - ~1380)     |                       |                |                |                          |                          |                          |                          |                              |                              |                              |                              |                              |                              |                           |                           |                           |                           |  |  |                                  |                                  |                                  |                                  |                                  |                                  |  |  |                           |                           |                           |                           |                           |                           |  |  |  |  |  |  |  |  |  |  |  |  |  |  |  |  |  |  |  |  |  |  |  |  |  |  |  |  |  |  |  |  |  |  |  |  |
|               |               |               |               |               |               |  |  |                       |                       |                       |                       |                               |                       |                |                |                          |                          |                          |                          |                              |                              |                              |                              |                              |                              |                           |                           |                           |                           |  |  |                                  |                                  |                                  |                                  |                                  |                                  |  |  |                           |                           |                           |                           |                           |                           |  |  |  |  |  |  |  |  |  |  |  |  |  |  |  |  |  |  |  |  |  |  |  |  |  |  |  |  |  |  |  |  |  |  |  |  |
|               |               |               |               |               |               |  |  |                       |                       |                       |                       | Yahuar Huacac (~1380 - ~1410) |                       |                |                |                          |                          |                          |                          |                              |                              |                              |                              |                              |                              |                           |                           |                           |                           |  |  |                                  |                                  |                                  |                                  |                                  |                                  |  |  |                           |                           |                           |                           |                           |                           |  |  |  |  |  |  |  |  |  |  |  |  |  |  |  |  |  |  |  |  |  |  |  |  |  |  |  |  |  |  |  |  |  |  |  |  |
|               |               |               |               |               |               |  |  |                       |                       |                       |                       |                               |                       |                |                |                          |                          |                          |                          |                              |                              |                              |                              |                              |                              |                           |                           |                           |                           |  |  |                                  |                                  |                                  |                                  |                                  |                                  |  |  |                           |                           |                           |                           |                           |                           |  |  |  |  |  |  |  |  |  |  |  |  |  |  |  |  |  |  |  |  |  |  |  |  |  |  |  |  |  |  |  |  |  |  |  |  |
|               |               |               |               |               |               |  |  |                       |                       |                       |                       | Viracocha Inca (~1410 - 1438) |                       |                |                |                          |                          |                          |                          |                              |                              |                              |                              |                              |                              |                           |                           |                           |                           |  |  |                                  |                                  |                                  |                                  |                                  |                                  |  |  |                           |                           |                           |                           |                           |                           |  |  |  |  |  |  |  |  |  |  |  |  |  |  |  |  |  |  |  |  |  |  |  |  |  |  |  |  |  |  |  |  |  |  |  |  |
|               |               |               |               |               |               |  |  |                       |                       |                       |                       |                               |                       |                |                |                          |                          |                          |                          |                              |                              |                              |                              |                              |                              |                           |                           |                           |                           |  |  |                                  |                                  |                                  |                                  |                                  |                                  |  |  |                           |                           |                           |                           |                           |                           |  |  |  |  |  |  |  |  |  |  |  |  |  |  |  |  |  |  |  |  |  |  |  |  |  |  |  |  |  |  |  |  |  |  |  |  |
|               |               |               |               |               |               |  |  |                       |                       |                       |                       |                               |                       |                |                |                          |                          |                          |                          |                              |                              |                              |                              |                              |                              |                           |                           |                           |                           |  |  |                                  |                                  |                                  |                                  |                                  |                                  |  |  |                           |                           |                           |                           |                           |                           |  |  |  |  |  |  |  |  |  |  |  |  |  |  |  |  |  |  |  |  |  |  |  |  |  |  |  |  |  |  |  |  |  |  |  |  |
|               |               |               |               |               |               |  |  | Inca Urco             | Inca Urco             | Inca Urco             | Inca Urco             | Inca Urco                     | Inca Urco             |                |                | Pachacútec (1438 - 1471) | Pachacútec (1438 - 1471) | Pachacútec (1438 - 1471) | Pachacútec (1438 - 1471) | Pachacútec (1438 - 1471)     | Pachacútec (1438 - 1471)     |                              |                              |                              |                              |                           |                           |                           |                           |  |  |                                  |                                  |                                  |                                  |                                  |                                  |  |  |                           |                           |                           |                           |                           |                           |  |  |  |  |  |  |  |  |  |  |  |  |  |  |  |  |  |  |  |  |  |  |  |  |  |  |  |  |  |  |  |  |  |  |  |  |
|               |               |               |               |               |               |  |  | Inca Urco             | Inca Urco             | Inca Urco             | Inca Urco             | Inca Urco                     | Inca Urco             |                |                | Pachacútec (1438 - 1471) | Pachacútec (1438 - 1471) | Pachacútec (1438 - 1471) | Pachacútec (1438 - 1471) | Pachacútec (1438 - 1471)     | Pachacútec (1438 - 1471)     |                              |                              |                              |                              |                           |                           |                           |                           |  |  |                                  |                                  |                                  |                                  |                                  |                                  |  |  |                           |                           |                           |                           |                           |                           |  |  |  |  |  |  |  |  |  |  |  |  |  |  |  |  |  |  |  |  |  |  |  |  |  |  |  |  |  |  |  |  |  |  |  |  |
|               |               |               |               |               |               |  |  |                       |                       |                       |                       |                               |                       |                |                |                          |                          |                          |                          |                              |                              |                              |                              |                              |                              |                           |                           |                           |                           |  |  |                                  |                                  |                                  |                                  |                                  |                                  |  |  |                           |                           |                           |                           |                           |                           |  |  |  |  |  |  |  |  |  |  |  |  |  |  |  |  |  |  |  |  |  |  |  |  |  |  |  |  |  |  |  |  |  |  |  |  |
|               |               |               |               |               |               |  |  |                       |                       |                       |                       | Amaru Yupanqui                | Amaru Yupanqui        | Amaru Yupanqui | Amaru Yupanqui | Amaru Yupanqui           | Amaru Yupanqui           |                          |                          | Tupac Yupanqui (1471 - 1493) | Tupac Yupanqui (1471 - 1493) | Tupac Yupanqui (1471 - 1493) | Tupac Yupanqui (1471 - 1493) | Tupac Yupanqui (1471 - 1493) | Tupac Yupanqui (1471 - 1493) |                           |                           |                           |                           |  |  |                                  |                                  |                                  |                                  |                                  |                                  |  |  |                           |                           |                           |                           |                           |                           |  |  |  |  |  |  |  |  |  |  |  |  |  |  |  |  |  |  |  |  |  |  |  |  |  |  |  |  |  |  |  |  |  |  |  |  |
|               |               |               |               |               |               |  |  |                       |                       |                       |                       | Amaru Yupanqui                | Amaru Yupanqui        | Amaru Yupanqui | Amaru Yupanqui | Amaru Yupanqui           | Amaru Yupanqui           |                          |                          | Tupac Yupanqui (1471 - 1493) | Tupac Yupanqui (1471 - 1493) | Tupac Yupanqui (1471 - 1493) | Tupac Yupanqui (1471 - 1493) | Tupac Yupanqui (1471 - 1493) | Tupac Yupanqui (1471 - 1493) |                           |                           |                           |                           |  |  |                                  |                                  |                                  |                                  |                                  |                                  |  |  |                           |                           |                           |                           |                           |                           |  |  |  |  |  |  |  |  |  |  |  |  |  |  |  |  |  |  |  |  |  |  |  |  |  |  |  |  |  |  |  |  |  |  |  |  |
|               |               |               |               |               |               |  |  |                       |                       |                       |                       |                               |                       |                |                |                          |                          |                          |                          | Huayna Capac (1493 - 1527)   |                              |                              |                              |                              |                              |                           |                           |                           |                           |  |  |                                  |                                  |                                  |                                  |                                  |                                  |  |  |                           |                           |                           |                           |                           |                           |  |  |  |  |  |  |  |  |  |  |  |  |  |  |  |  |  |  |  |  |  |  |  |  |  |  |  |  |  |  |  |  |  |  |  |  |
|               |               |               |               |               |               |  |  |                       |                       |                       |                       |                               |                       |                |                |                          |                          |                          |                          |                              |                              |                              |                              |                              |                              |                           |                           |                           |                           |  |  |                                  |                                  |                                  |                                  |                                  |                                  |  |  |                           |                           |                           |                           |                           |                           |  |  |  |  |  |  |  |  |  |  |  |  |  |  |  |  |  |  |  |  |  |  |  |  |  |  |  |  |  |  |  |  |  |  |  |  |
|               |               |               |               |               |               |  |  |                       |                       |                       |                       |                               |                       |                |                |                          |                          |                          |                          |                              |                              |                              |                              |                              |                              |                           |                           |                           |                           |  |  |                                  |                                  |                                  |                                  |                                  |                                  |  |  |                           |                           |                           |                           |                           |                           |  |  |  |  |  |  |  |  |  |  |  |  |  |  |  |  |  |  |  |  |  |  |  |  |  |  |  |  |  |  |  |  |  |  |  |  |
| Ninan Cuyochi | Ninan Cuyochi | Ninan Cuyochi | Ninan Cuyochi | Ninan Cuyochi | Ninan Cuyochi |  |  | Huascar (1527 - 1532) | Huascar (1527 - 1532) | Huascar (1527 - 1532) | Huascar (1527 - 1532) | Huascar (1527 - 1532)         | Huascar (1527 - 1532) |                |                | Atahualpa (1532 - 1533)  | Atahualpa (1532 - 1533)  | Atahualpa (1532 - 1533)  | Atahualpa (1532 - 1533)  | Atahualpa (1532 - 1533)      | Atahualpa (1532 - 1533)      |                              |                              | Topa Hualpa (1533 - 1533)    | Topa Hualpa (1533 - 1533)    | Topa Hualpa (1533 - 1533) | Topa Hualpa (1533 - 1533) | Topa Hualpa (1533 - 1533) | Topa Hualpa (1533 - 1533) |  |  | Manco Inca (1533 - 1544)         | Manco Inca (1533 - 1544)         | Manco Inca (1533 - 1544)         | Manco Inca (1533 - 1544)         | Manco Inca (1533 - 1544)         | Manco Inca (1533 - 1544)         |  |  | Paullu Inca (1536 - 1549) | Paullu Inca (1536 - 1549) | Paullu Inca (1536 - 1549) | Paullu Inca (1536 - 1549) | Paullu Inca (1536 - 1549) | Paullu Inca (1536 - 1549) |  |  |  |  |  |  |  |  |  |  |  |  |  |  |  |  |  |  |  |  |  |  |  |  |  |  |  |  |  |  |  |  |  |  |  |  |
| Ninan Cuyochi | Ninan Cuyochi | Ninan Cuyochi | Ninan Cuyochi | Ninan Cuyochi | Ninan Cuyochi |  |  | Huascar (1527 - 1532) | Huascar (1527 - 1532) | Huascar (1527 - 1532) | Huascar (1527 - 1532) | Huascar (1527 - 1532)         | Huascar (1527 - 1532) |                |                | Atahualpa (1532 - 1533)  | Atahualpa (1532 - 1533)  | Atahualpa (1532 - 1533)  | Atahualpa (1532 - 1533)  | Atahualpa (1532 - 1533)      | Atahualpa (1532 - 1533)      |                              |                              | Topa Hualpa (1533 - 1533)    | Topa Hualpa (1533 - 1533)    | Topa Hualpa (1533 - 1533) | Topa Hualpa (1533 - 1533) | Topa Hualpa (1533 - 1533) | Topa Hualpa (1533 - 1533) |  |  | Manco Inca (1533 - 1544)         | Manco Inca (1533 - 1544)         | Manco Inca (1533 - 1544)         | Manco Inca (1533 - 1544)         | Manco Inca (1533 - 1544)         | Manco Inca (1533 - 1544)         |  |  | Paullu Inca (1536 - 1549) | Paullu Inca (1536 - 1549) | Paullu Inca (1536 - 1549) | Paullu Inca (1536 - 1549) | Paullu Inca (1536 - 1549) | Paullu Inca (1536 - 1549) |  |  |  |  |  |  |  |  |  |  |  |  |  |  |  |  |  |  |  |  |  |  |  |  |  |  |  |  |  |  |  |  |  |  |  |  |
|               |               |               |               |               |               |  |  |                       |                       |                       |                       |                               |                       |                |                |                          |                          |                          |                          |                              |                              |                              |                              |                              |                              |                           |                           |                           |                           |  |  |                                  |                                  |                                  |                                  |                                  |                                  |  |  |                           |                           |                           |                           |                           |                           |  |  |  |  |  |  |  |  |  |  |  |  |  |  |  |  |  |  |  |  |  |  |  |  |  |  |  |  |  |  |  |  |  |  |  |  |
|               |               |               |               |               |               |  |  |                       |                       |                       |                       |                               |                       |                |                |                          |                          |                          |                          |                              |                              |                              |                              | Sayri Tupac (1544 - 1560)    | Sayri Tupac (1544 - 1560)    | Sayri Tupac (1544 - 1560) | Sayri Tupac (1544 - 1560) | Sayri Tupac (1544 - 1560) | Sayri Tupac (1544 - 1560) |  |  | Titu Kusi Yupanqui (1560 - 1571) | Titu Kusi Yupanqui (1560 - 1571) | Titu Kusi Yupanqui (1560 - 1571) | Titu Kusi Yupanqui (1560 - 1571) | Titu Kusi Yupanqui (1560 - 1571) | Titu Kusi Yupanqui (1560 - 1571) |  |  | Túpac Amaru (1571 - 1572) | Túpac Amaru (1571 - 1572) | Túpac Amaru (1571 - 1572) | Túpac Amaru (1571 - 1572) | Túpac Amaru (1571 - 1572) | Túpac Amaru (1571 - 1572) |  |  |  |  |  |  |  |  |  |  |  |  |  |  |  |  |  |  |  |  |  |  |  |  |  |  |  |  |  |  |  |  |  |  |  |  |